# Campeonato Paulista 1925
In 1925 werd het 24ste Campeonato Paulista gespeeld voor voetbalclubs uit de Braziliaanse staat São Paulo. De competitie werd gespeeld van 19 april tot 22 november. AA São Bento werd kampioen. 
Na zeven wedstrijden trok traditieclub Palmeiras zich terug uit de competitie en werd een amateurclub hierna.

## Eindstand
| Plaats | Club            | Wed.           | W              | G              | V              | Saldo          | Ptn.           |
| ------ | --------------- | -------------- | -------------- | -------------- | -------------- | -------------- | -------------- |
| 1.     | AA São Bento    | 10             | 8              | 0              | 2              | 24:16          | 16             |
| 2.     | Corinthians     | 10             | 7              | 1              | 2              | 20:7           | 15             |
| 2.     | Paulistano      | 10             | 7              | 1              | 2              | 20:10          | 15             |
| 4.     | Santos          | 10             | 6              | 1              | 3              | 19:15          | 13             |
| 5.     | Palestra Itália | 10             | 5              | 1              | 4              | 23:16          | 11             |
| 5.     | Sírio           | 10             | 5              | 1              | 4              | 23:20          | 11             |
| 7.     | Portuguesa      | 10             | 4              | 0              | 6              | 14:17          | 8              |
| 8.     | Internacional   | 10             | 3              | 0              | 7              | 15:23          | 6              |
| 8.     | Germânia        | 10             | 3              | 0              | 7              | 14:24          | 6              |
| 8.     | Ypiranga        | 10             | 2              | 2              | 6              | 11:22          | 6              |
| 11.    | Auto            | 10             | 1              | 1              | 8              | 9:24           | 3              |
| 12.    | AA Palmeiras    | Teruggetrokken | Teruggetrokken | Teruggetrokken | Teruggetrokken | Teruggetrokken | Teruggetrokken |

|  | Kampioen                    |
|  | Trok zich terug uit de liga |

## Kampioen
| Campeonato Paulista de 1925      |
| São Paulo                        |
| -------------------------------- |
| AA SÃO BENTO Kampioen (2° titel) |

## Topschutter
| Speler            | Speler  | Goals | Club         |
| ----------------- | ------- | ----- | ------------ |
| Vlag van Brazilië | Feitiço | 10    | AA São Bento |